# Vladimirci
Vladimirci (srbskou cyrilicí Владимирци) jsou město a správní středisko stejnojmenné opštiny v Srbsku v Mačvanském okruhu. Nachází se v jedné z nejjižnějších částí Velké dunajské nížiny, asi 15 km jihovýchodně od města Šabac. V roce 2011 žilo ve Vladimircích 1 898 obyvatel, v celé opštině pak 14 546 obyvatel, z nichž naprostou většinu (96,2 %) tvoří Srbové. Rozloha města je 9,46 km², rozloha opštiny 338 km².
Kromě města Vladimirci k opštině patří dalších 28 sídel; Beljin, Belotić, Bobovik, Debrc, Dragojevac, Jalovik, Jazovnik, Kaona, Kozarica, Krnić, Krnule, Kujavica, Lojanice, Matijevac, Mesarci, Mehovine, Mrovska, Novo Selo, Pejinović, Provo, Riđake, Skupljen, Suvo Selo, Trbušac, Vlasenica, Vučevica, Vukošić a Zvezd.
Většina obyvatel se zabývá zpracovatelským průmyslem, maloobchodem, velkoobchodem, opravami a vyučováním.